# Mirosławiec
Mirosławiec (germană Märkisch Friedland; cașubiană Frédlądk) este un oraș în Polonia.